# Séisme de Jōgan
Le séisme de Jōgan (貞観地震, Jōgan jishin) est un tremblement de terre qui s'est produit au large de la côte orientale de l'ancienne province de Mutsu, au Japon, le 13 juillet 869. De magnitude estimée à 8,3 sur l'échelle de Richter, il a engendré un tsunami qui a causé la mort d'environ mille personnes.

## Description
Le Nihon sandai jitsuroku, une chronique historique publiée en 901, rapporte que la province de Mutsu a été secouée par un tremblement de terre, le 13 juillet 869. La catastrophe naturelle a engendré la formation d'un tsunami. Dans la plaine de Sendai (en), selon l'archive d'histoire, un millier de personnes sont mortes noyées, notamment dans le château de Taga et ses environs.
Des études paléosismologiques effectuées durant les années 1990 ont montré que des dépôts sédimentaires formés par le tsunami s'étendent de la plaine de Sendai jusqu'à Sōma, dans la préfecture de Fukushima, sur une profondeur de pénétration dans les terres de trois à quatre kilomètres,. Elles ont aussi établi que l'épicentre du séisme de Jōgan, dont la magnitude a été évaluée à 8,3 sur l'échelle de Richter, est une faille de 200 km de long et 50 km de large, parallèle à la fosse du Japon, au large de la côte de Sanriku,. D'autres études sismologiques ont révélé des similitudes avec le séisme de 2011 de la côte Pacifique du Tōhoku, d'une magnitude 9 sur l'échelle de Richter. Depuis le littoral, le tsunami déclenché par celui-ci a provoqué des inondations au-delà de cinq kilomètres dans la plaine de Sendai,,.
En 2012, dans une publication scientifique, une équipe de de l'institut de recherche Geological Survey a évalué que, dans la région de Tōhoku, la fréquence des tremblements de terre majeurs est de 500 à 800 ans.

## Séisme de 2011
À la suite des études scientifiques publiées à propos du séisme de Jōgan, la compagnie électrique Tōhoku a réalisé des travaux afin de renforcer la sécurité de la centrale nucléaire d'Onagawa, située à Sendai. En mars 2011, la catastrophe nucléaire de Fukushima a mis en lumière que de leur côté la Tokyo Electric Power Company, exploitant la centrale nucléaire de Fukushima Daiichi, et le ministère de l'Économie, du Commerce et de l'Industrie ont ignoré les travaux des experts géologues et sismologues,.